# Romsdalen

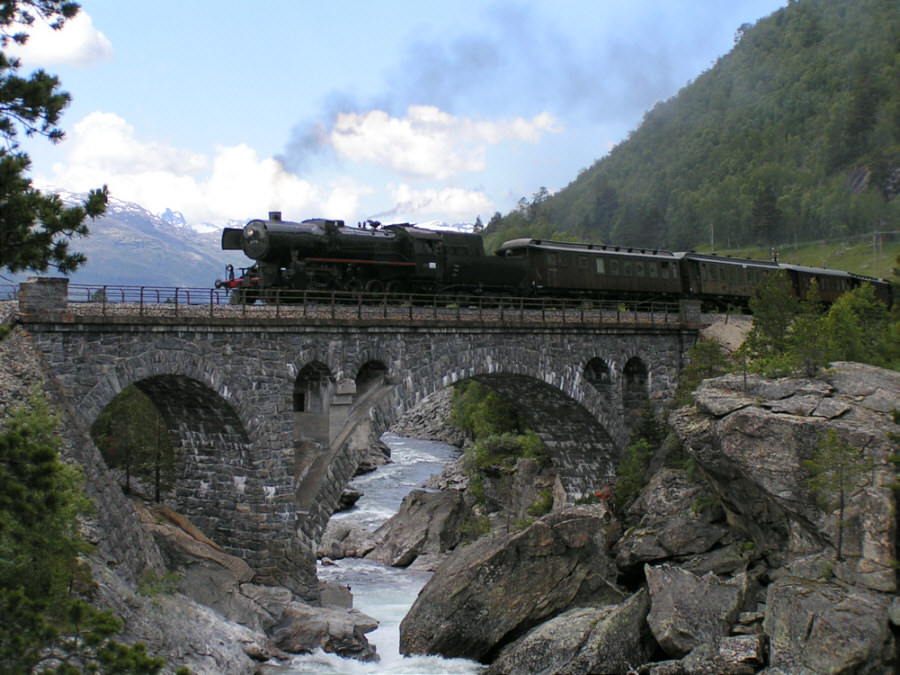
Järnvägsbron Stuguflåtbrua över Rauma.

Romsdalen, egentligen Raumas dal, i Norge är en trång dalgång i som sträcker sig mellan höga fjäll från Åndalsnes i Rauma kommun i Møre og Romsdal fylke till Lesjaskogsvannet i Lesja kommun i Innlandet fylke. Genom dalen rinner älven Rauma. Järnvägen Raumabanen och europavägen E136 går båda genom Romsdalen.